# Герб Верхневилюйского улуса
Герб муниципального образования «Верхневилю́йский улус (район)» Республики Саха (Якутия) Российской Федерации.
Герб утверждён решением Собрания депутатов муниципального образования «Верхневилюйский улус (район)» № 15-09 от 2 марта 2005 года.
Герб внесён в Государственный геральдический регистр Российской Федерации под регистрационным номером № 1831.

## Описание герба
«В лазоревом поле стрела в столб, поверх которой — две взаимообращённых и примыкающих друг к другу лошадиных головы, каждая из которых увенчана бычьим рогом, и, ниже них, венок из пшеничных колосьев. Во главе семь дугообразно расположенных якутских алмазов (фигуры в виде поставленных на угол квадратов, каждый из которых расторгнут на шесть частей: накрест и наподобие двух сходящихся по сторонам стропил). Все фигуры золотые».

## Описание символики герба
В центре герба художественно-стилизованное изображение якутского национального лировидного узора «Көҕүөр ойуу» (растительный узор). Узор представляет орнамент в виде коровы, двуглавого коня и стрелы.
Корова, лошадь, колосья пшеницы символизируют сельскохозяйственную направленность экономики улуса. Две головы лошади означают равноправие двух ветвей власти: представительной и исполнительной. Стрела обозначает устремлённость властей идти к одной цели. Гривы коней — сеяние злаковых культур. Внутренний орнамент растения — подрастающее светлое будущее улуса.
Алмазы в особой стилизации, аналогичной их стилизации в Государственном гербе Республики Саха (Якутия), обозначают административно-территориальную принадлежность муниципального образования к Республике Саха (Якутия).
Автор герба: Т. Бойтунов (с. Верхневилюйск).